# 玉繭物語2 〜滅びの蟲〜
『玉繭物語2 〜滅びの蟲〜』（たままゆものがたり2 ほろびのむし）は、2001年8月30日に元気より発売されたPlayStation 2用ソフト。このゲームは『玉繭物語』の続篇で世界観が前作と共通している他、今作の主人公カフーは前作の主人公レバントにあこがれているという設定になっている。2015年4月15日よりPS2アーカイブスにて配信開始。

## スタッフ
- プロデューサー：清水謙二
- 音楽：松前公高
- キャラクターデザイン・原画：近藤勝也

## 登場人物
カフー
声:坂本千夏
このゲームの主人公。自らにかけられた呪いを解くために4つのオーブを求める旅をしている。
ニコ
声： 新谷真弓
カフーの相棒である妖精。
ショコラ
声：
男勝りな性格でバトルマニア。スイーツナイツきっての魔攻陣の使い手。地の面を担当。
ココナ
声：
スイーツナイツのリーダー。チーム内では火の面を担当している22歳。
ラー
声：小島幸子
ムー
声：小島幸子
ナム
声：  水樹洵
シナモン
声：折笠富美子
口数が少なく無愛想だが、彼女のファンが多い。水の面を担当している。
バニラ
声：杉本沙織
グロテスクな聖魔が好きでスイーツナイツに参加した。風の面を担当しているが好みの聖魔は見つからない。
キキナク
声：納谷六朗
前作の主人公レバントの知り合い。

## 関連商品

### 攻略本
- 『玉繭物語2 滅びの虫 公式ガイドブック』エンターブレイン、2001年10月。ISBN 4757706413。